# Zoltán Sidó
Zoltán Sidó (* 11. dubna 1939 Komárno - 5. července 2013) byl československý politik Komunistické strany Slovenska ze Slovenska, maďarské národnosti, předseda maďarského menšinového svazu Csemadok a poslanec Sněmovny národů Federálního shromáždění za normalizace.

## Biografie
V roce 1963 získal učitelský diplom ze školy v Nitře. V letech 1968-1981 působil jako středoškolský učitel na SEŠ v Nových Zámcích. V letech 1980-1991 působil jako předseda maďarského menšinového svazu Csemadok. V letech 1994-2007 byl ředitelem Městské univerzity v Komárně.
Po volbách roku 1981 zasedl za KSS do slovenské části Sněmovny národů (volební obvod č. 77 - Ružinov, Bratislava). Křeslo nabyl až dodatečně v březnu 1982 po doplňovací volbě poté, co zemřel poslanec Imrich Mandli. Mandát obhájil ve volbách roku 1986 (obvod Ružinov). Ve Federálním shromáždění setrval do konce funkčního období, tedy do svobodných voleb roku 1990. Netýkal se ho proces kooptací do Federálního shromáždění po sametové revoluci.